# Computer Press
Computer Press, a.s. je české vydavatelství se sídlem v Brně. Vydává knihy a časopisy především z oblasti informačních a komunikačních technologií a působí i na internetu.

## Historie firmy
Computer Press vznikl v roce 1994 jako společný projekt pěti českých podnikatelů – Jiřího Hlavenky[zdroj?], Kateřiny Dubské, Petra Samšuka, Tomáše Baránka a Rudolfa Volného. Jednotliví akcionáři prodali v roce 2000 část svých podílů americkému investičnímu fondu Bancroft a zbytek pak následně americké investiční společnosti Riverside Europe Publishing v roce 2005, Hlavenka svůj podíl odprodal společnosti Riverside začátkem roku 2007.
V roce 2008 došlo k rozštěpení firmy na dvě divize: časopisy a internet má na starosti CPress Media, knižní vydavatelství si ponechalo název Computer Press. Obě nové firmy měly do konce září 2010 stále stejného vlastníka a sídlily na stejné adrese. Ke 30. září 2010 společnost Computer Press (vydavatelství literatury) byla prodána nakladatelství Albatros. CPress Media ve stejném roce koupila mediální skupina Mladá fronta. V roce 2010 společnost získala v soutěži Křišťálová Lupa 1. a 2. místo v kategorii média - specializovaná. První místo za Živě.cz a druhé za Mobilmania.cz.

## Vydávaná periodika
- Computer
- Mobility
- DIGIfoto
- BIZ
- Connect!
- Computer Design
- Osobní finance
- Jak na počítač
- Pojď si hrát
- Katalog mobilů
- Katalog digitálních fotoaparátů
- Aktivně

Kromě toho společnost vydává internetová média Živě.cz, Mobilmania.cz, Autorevue.cz, Doupě.cz, Finexpert.cz, Gadgets.cz, Navigovat.cz a další.